# 近接戦闘

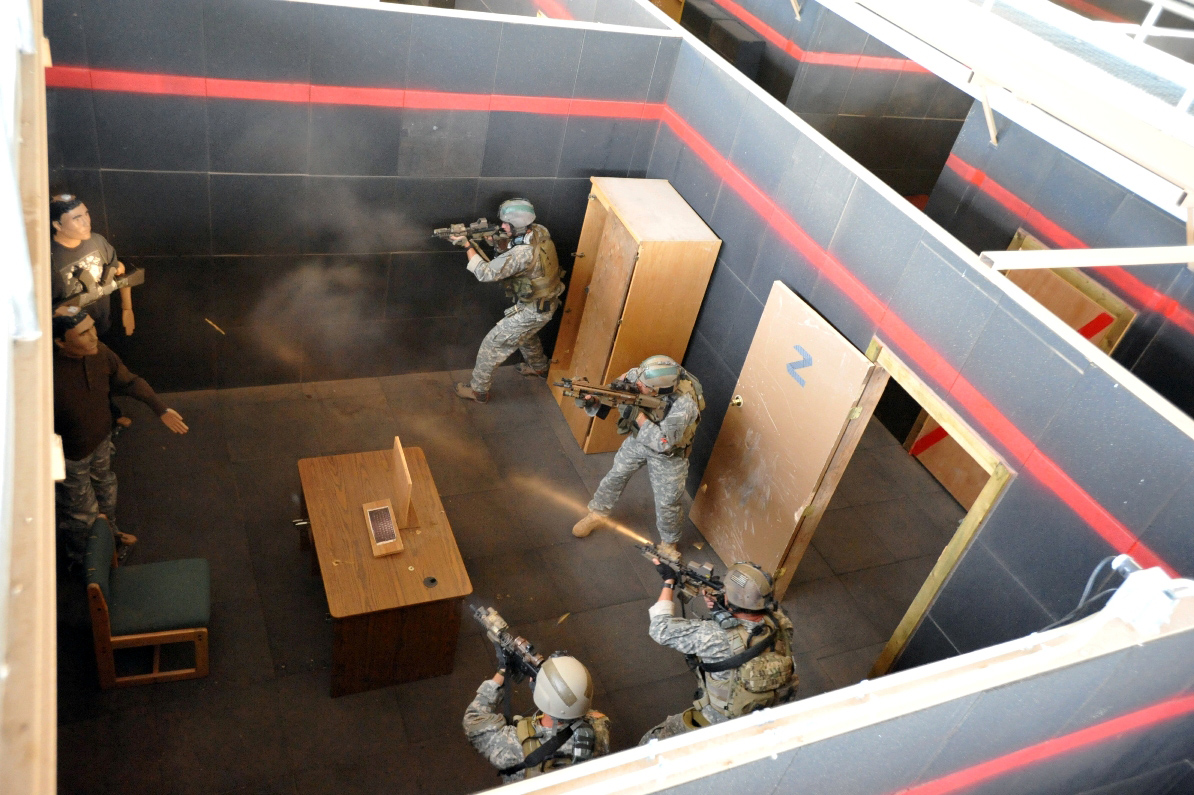
CQBトレーニングを行うアメリカ陸軍特殊部隊

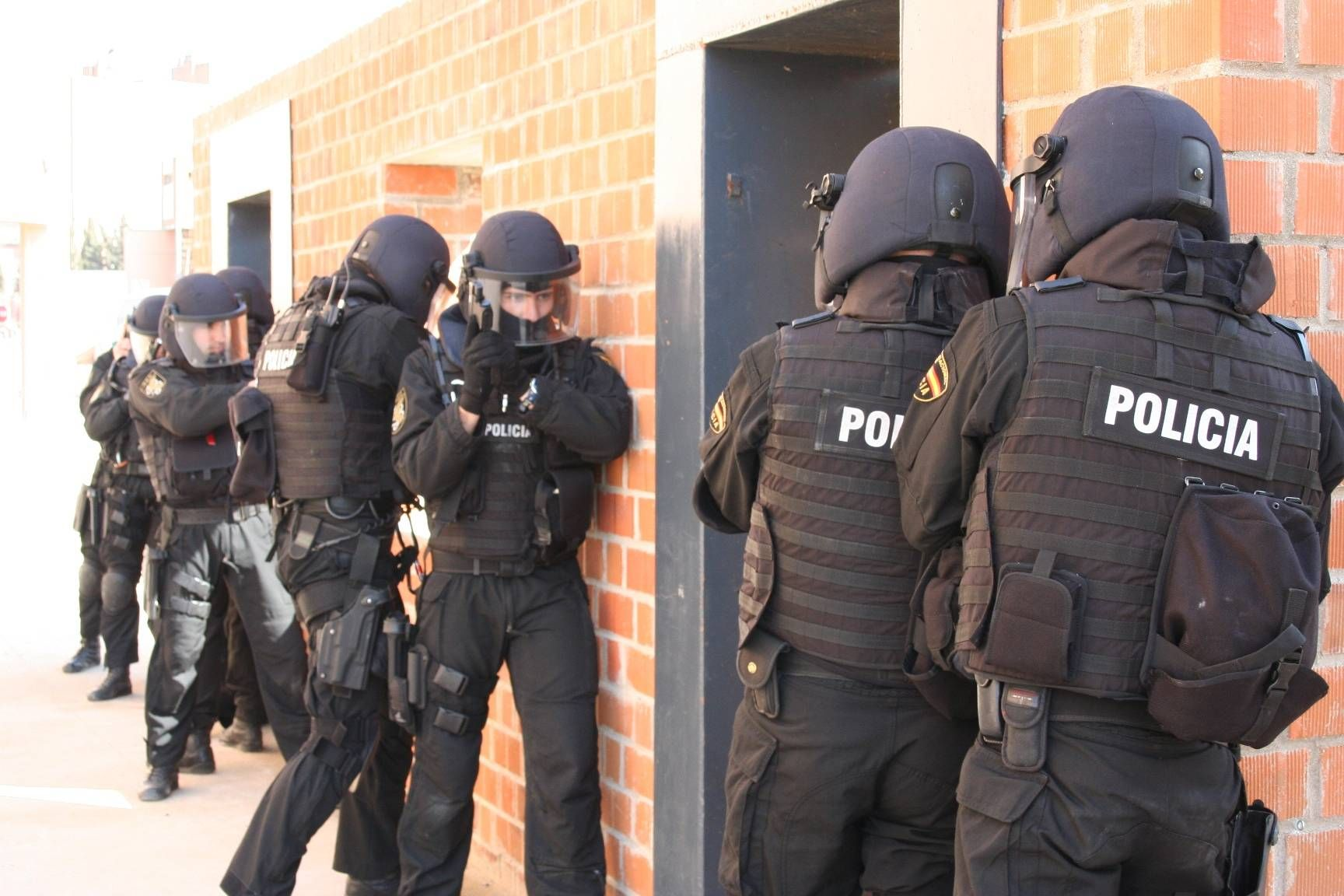
突入準備を行うスペインのGrupo Especial de Operaciones

近接戦闘（きんせつせんとう、英語: Close-quarters Combat、CQC または Close-quarters Battle、CQB）とは、非常に短い距離で複数の戦闘員の間に生じる銃器の使用を伴う物理的な戦術的戦闘である。

## 概説
戦争においては、部隊または班（その規模は各種のものがあり得る）が、概ね100メートル以内の距離において個人携行火器を所持して対峙することで発生し、近接距離における徒手格闘から自動火器を使用した人質解放交渉まで様々な状況がありうる。典型的には、攻撃側は迅速に防御側が支配している車両または施設の奪取を試みる。防御側にとって撤退は容易でないことが多い。攻撃側と防御側、人質や民間人および友軍が近距離で混在しているため、迅速な攻撃と致死性兵器の正確な使用が必要となる。友軍の犠牲を最小限とし作戦成功の可能性を最大化するためには、作戦に参加する要員は使用する武器に十分熟練し、かつ迅速な判断を行えるようにする必要がある。
強盗や脱獄においては、犯罪者によっても近接戦闘術が用いられることがあるが、用語としては軍隊または法執行機関等の政府系機関の文脈で用いられる用語である。したがって、関連する文献は政府機関の視点から書かれていることが多く、強固に防御された拠点に突入する方法に力点が置かれる。典型的には、敵勢力圏内において活動する特殊部隊や人質救出作戦である。
市街戦と重複する部分も多いものの、完全な同義語ではない。市街戦はより広範な概念であり、兵站や、機関銃、迫撃砲、固定式グレネードランチャーなどの固定式武器や、砲兵、機甲部隊および航空支援なども含まれうる。近接戦闘においては、個人で携行可能で閉所において容易に使用可能な軽量かつ小型の武器（カービン銃、短機関銃、ショットガン、拳銃、ナイフおよび銃剣など）を所持した小規模な歩兵部隊に焦点が当てられる。すなわち、近接戦闘とは、戦略的な概念である市街戦の一部を構成する戦術的な概念であるとともに、近接戦闘の全ての要素が市街戦であるわけでもない。例えば、森林戦においても近接戦闘は発生しうる。

## 歴史
現代の近接戦闘（およびSWATの戦術）の起源は、上海共同租界工部局警務所の警視正であったウィリアム・E・フェアバーン（1854年–1943年）に遡る。五・三〇事件の後、暴動鎮圧と積極的警察活動のための補助的部隊の開発を命じられたフェアバーンは、中国や日本などの各種格闘技から適切な要素を取り入れた実践的な戦闘術を開発し、ディフェンドゥーと名付けた。
ディフェンドゥーの目的は、単純に加害性と効率性を可能な限り高めることにあった。数年に及ぶ集中的な修練を要する伝統的な格闘技とは異なり、新兵であっても比較的容易に習得できるように設計されていた。咄嗟の射撃や銃撃戦の技術に加え、臨機応変に椅子や机の脚を武器として用いる方法も含まれていた。
上記技術の有効性を実証したフェアバーンは、第二次世界大戦中、イギリス本国に連れ戻され、コマンドー部隊の戦闘術教官となるべく任官した。この時期において、フェアバーンは上海で開発した技法を軍事的に応用し、対象を隠密裡に殺害する方法に昇華させた。この技法は英国特殊部隊の基本的訓練に取り入れられた。また、当時画期的であったフェアバーン・サイクス戦闘ナイフを開発し、これもまた英米の特殊部隊に採用された。1942年には、「Get Tough」と題する近接戦闘訓練の教本を出版した。
米陸軍将校であったレックス・アップルゲートとアンソニー・ビドルは、スコットランドの訓練施設でフェアバーンの戦闘術の指南を受け、これを戦略情報局（OSS）要員の訓練プログラムに取り入れた（訓練はカナダのオンタリオ湖周辺に新設された訓練キャンプで行われた）。1943年、アップルゲートはこの成果を元に「Kill or Get Killed」を出版した。第二次世界大戦中、この訓練はイギリスのコマンド部隊、悪魔の旅団、戦略情報局、米陸軍レンジャー部隊および米海兵隊マリーン・レイダースに施された。
他に世界において軍事戦闘のために開発された戦闘術としては、欧州のユニファイト、中国の散打、ソビエトロシアのサンボ、イスラエルのカパプおよびクラヴ・マガがある。

## 攻撃側の諸原則

### 詳細な計画立案
理想的には、攻撃側の指揮官は、現場の環境、目標および非目標について、事前に得られる全ての情報を収集する。計画案を検討・討議し、各班の行動と責任範囲、配置、射界および特別任務を決定する（可能な場合には、目標地点の全ての壁や全てのドアについて詳細に決定することもある）。通常、攻撃側はすでに特殊訓練を受けているため、作戦は、隊員がよく理解している既に確立された標準的な作戦手順に従って遂行される。準備時間が充分ある場合には、目標施設を模擬的に複製・再現し、手順ごとのリハーサルを行うこともある。部隊によっては、よりリアルな環境で訓練を行うため、常設の訓練施設や、航空機・船舶の模型までをも保有していることがある。
長期の立てこもり事件においては、攻撃側は防御地点の探索のために特別な装置を投入することがある。高感度の熱感知カメラを使用すれば室内の人員配置を探ることができ、壁・天井または床越しにマイクロフォンやファイバースコープを使用することもある。脱出した人質と連絡を取ることができれば、より正確な情報が得られる。
しかし、十分な準備を行うための潤沢な時間や作戦資源は常に得られるわけではないし、攻撃側は必ずしも訓練・装備の充実した優勢な勢力を配置できるわけではない。増援も常に準備できるわけではない。敵支配権内の建物や車両内部の情報は、双眼鏡やライフルスコープによる光学観察で得られる以上には得られないことも多い。攻撃側がトンネル掘りに長い時間を費やすこともあるが、多くの場合は即時に利用可能な資源の範囲内で現在の問題に対処しなければならない。

### 奇襲
攻撃側の作戦目標は、防御側が対処する前に全ての攻撃行動を完了することである。奇襲を成功させるため、突入班は、目標へ可能な限り接近するため、探知を避ける行動を取り、音や灯火を管制する。気付かれたその瞬間に目標を攻撃できる地点に布陣することが目標である。最初の攻撃には、歩哨や犬に対する消音狙撃銃での攻撃が行われることもある。
突入は、防御側が全く予期しない状況で行われることが理想である。疲労、通常の睡眠周期およびその他の警戒を薄れさせる要素が考慮される。奇襲の成功のためには陽動も重要となる。目標の注意を突入部隊から逸らすため、偽の交通事故、火事や爆発などの「作られた緊急事態」を現場付近で発生させることも行われる。目標を欺瞞し混乱させるため、突入用の爆発物や、フラッシュバンや発煙・ガス手榴弾などの欺瞞装置も用いられる。交渉人が目標を説得し、より防御の手薄な地点に移動させたり、突入はあり得ないと思い込ませたりすることも行われる。

### 突入の技術
法執行機関が建物を掃討する場合、通常、時間を掛けて慎重に、防弾盾や鏡を使用しながら索敵を行う。警察機関にとって、この方法は安全性を最大化するための手段であり、居合わせた無関係の第三者を安全に、脅威に晒すことなく追い出すための手段でもある。被疑者と接触した場合は、まず武器を示しつつも警告を発し、射撃することなしに制圧しようとする。強い抵抗に遭遇した場合は、危害を避けて一旦撤退し、ダイナミック・エントリーの準備を行う。
しかしながら、決意が固く装備の整った相手が防衛している場合、ゆっくりと毎回止まりながら進行しているのでは攻撃側と人質に人的被害を生じさせる危険がある。このような場合には、近接戦闘においてよく行われる戦術であるダイナミック・エントリーが行われる。すなわち、銃器で武装した要員が、集団で事前警告なしに対象区域を制圧するために、なだれ込むのである。ダイナミック・エントリーは迅速かつ積極的に行われる必要があり、理想的には圧倒的な人員を投入して脅威が制圧されるまで間断なく継続される必要がある。
人質救出作戦等の近接戦闘作戦の大部分においては、複数の突入口から同時に突入を行うことで、目標の処理能力を上回ることが望ましいとされる。突入口の選択肢が多ければ多いほど、作戦の成功率は上昇する。突入部隊は、狙撃手、交渉人、電気技師、歩哨および外部の支援要員とタイミングを合わせる必要がある。制圧後早期に対応する必要に備え、医療要員、捜査員および爆弾処理班が待機する場合もある。
掃討作戦を成功させるためだけでなく、友軍誤射を防ぐためにも、指揮官が全ての攻撃部隊の行動を調整することが重要である。対象地域が広大な場合には、指揮官は部隊ごとの担当区域を指定し、無線を用いて部隊間の相互干渉を避けられるようにする場合がある。複数の射撃手が目標を射撃可能になるようにしつつ、誤射を生じないように射界を設定する必要がある。
精密な爆破装置によって新たな侵入地点を作り出し、敵の不意を突くことも可能である。

### 迅速性

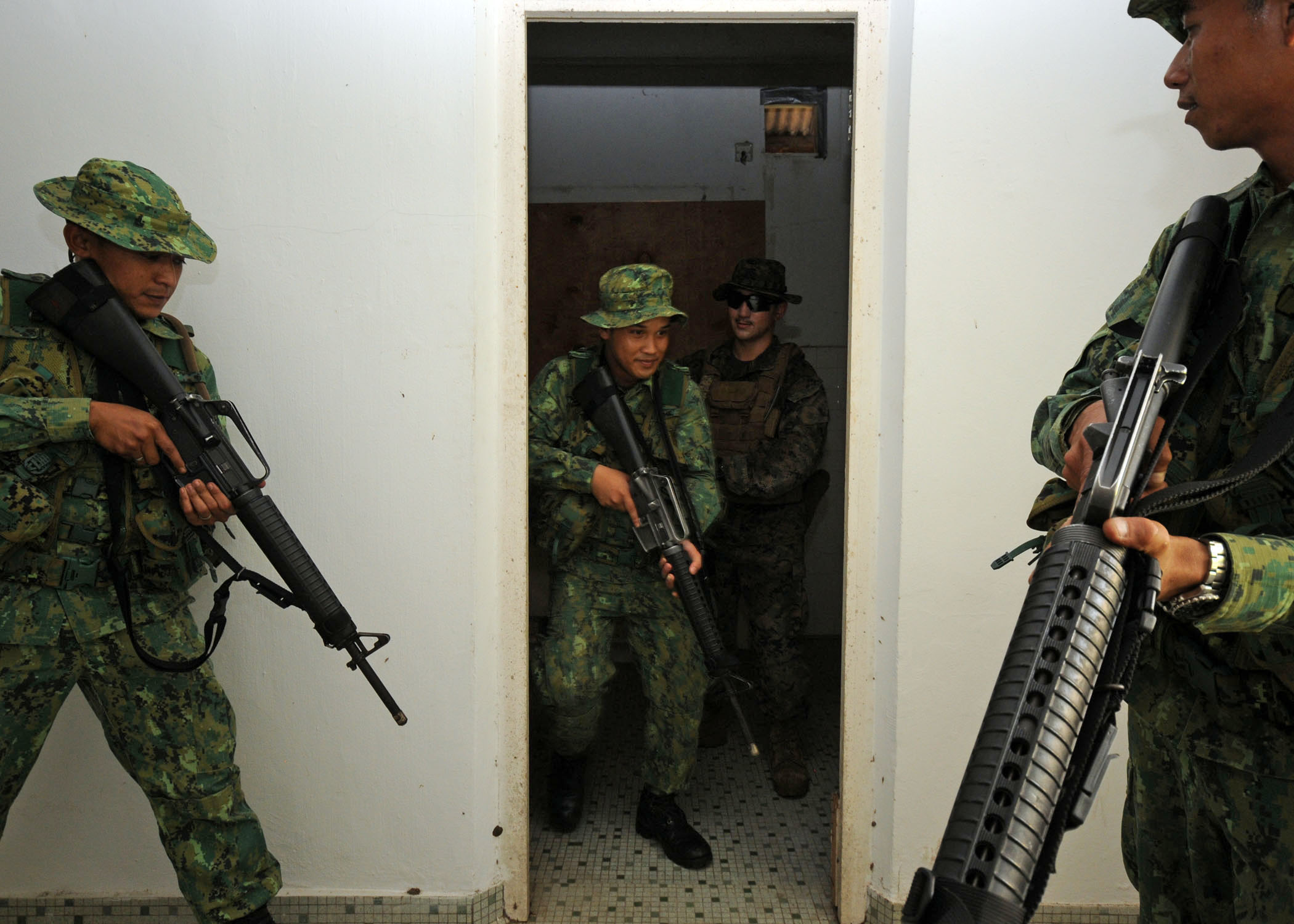
ブルネイにおけるCARAT2011演習中にルームクリアリングの訓練を行うブルネイ軍の兵士と米海兵隊員

一度攻撃が始まれば、突入部隊は、目標が何が起こっているのかを理解して効果的な防御を準備したり反撃を仕掛けたりする前に、これを制圧する必要がある。防御側は、人質の殺害、爆弾の起爆、証拠の破壊など、攻撃を即座に失敗させる可能性のある緊急時対応計画を立てている場合がある。防御側に準備された防衛拠点への撤退や包囲網の突破などの組織的な計画を許せば、友軍に犠牲を生じる可能性は高まる。攻撃側は、探知を避けた接近法や、複数地点からの突入、爆発物を用いた突入などの適切に構築された戦術によって迅速な攻撃を達成する必要がある。ここでいう迅速性は、必ずしも個々の戦闘員が「走る」ことで達成されるものではない。

### 作戦行動に伴う危険性

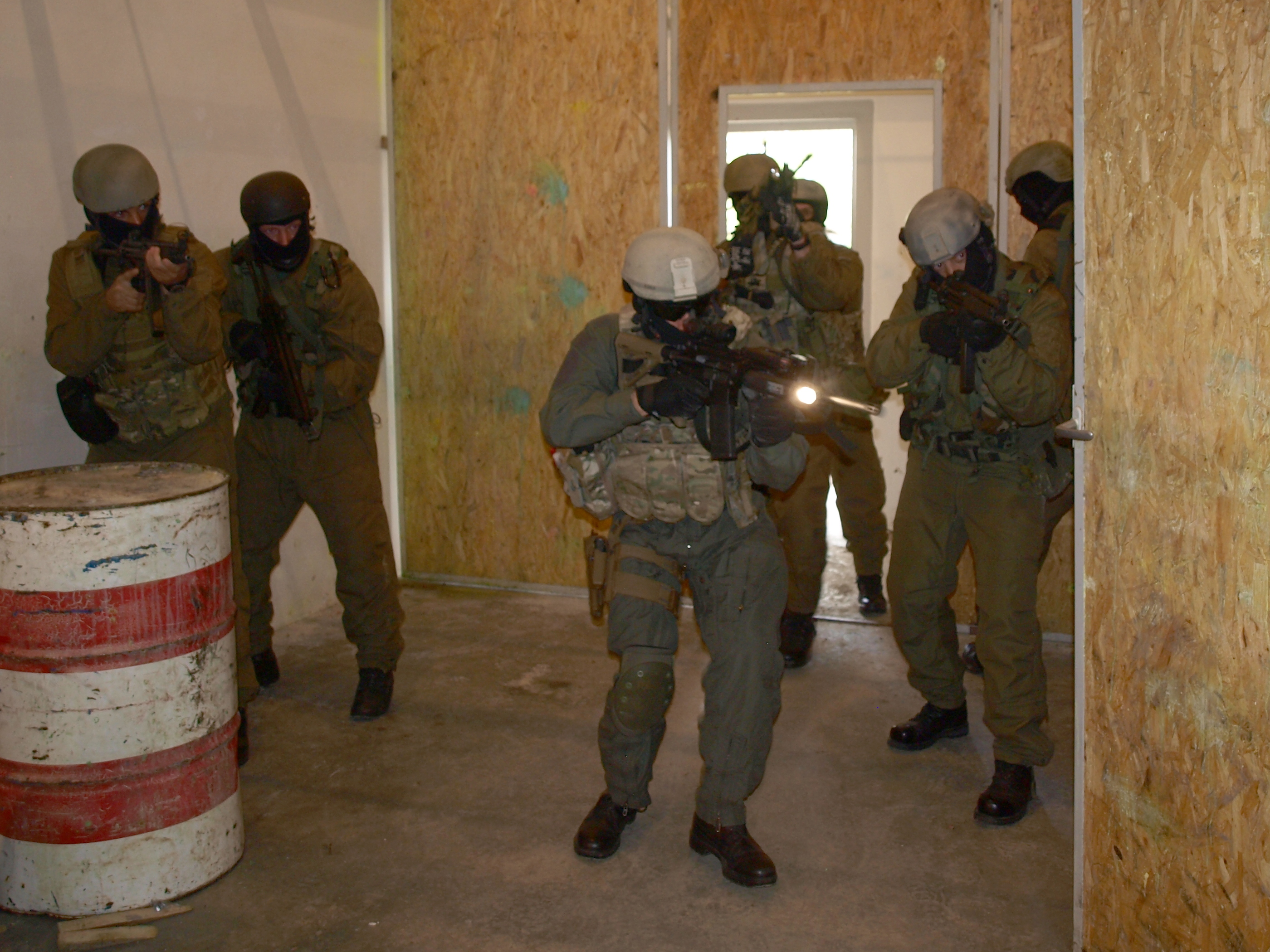
模擬施設で室内に突入する訓練を行うハンガリーのKMZ要員。まず第一班が突入口に近い2つの角を制圧し、第二班が次の部屋へ向かっている。

ダイナミック・エントリーを行う部隊にとっては、物理面・精神面の双方で勢いのついた状態を維持することが重要となる。突入方法としては、ドア破り、発破による壁の穴開け、窓を破っての突入およびヘリコプターからのラペリングまたはファストロープ降下などがある。車両に搭載した衝角などをもちいて防御側が予測しない突入口を作り出すこともある。防御側を混乱させるため、攻撃側部隊による挑発などに加え、催涙ガス、突入用爆薬、フラッシュバンや銃火などによる猛攻が加えられる。敵が人質の中に紛れこむこともあるため、銃撃戦の終了後も生存者の制圧状態を維持する必要がある。
防御側は突入口付近で侵入を阻止しようとすることが多い。突入口から錐形に拡がるエリアにおいては攻撃側が室内の防御側からの反撃にもっとも脆弱となるため、「死のじょうご（英: Fatal funnel）」と呼ばれる。防御側は攻撃側を死のじょうご内に留めようとする。突入口に最も近い部屋の角も、攻撃側を背後から攻撃できる最初の射点となるため危険である。攻撃側の先頭が素早く部屋の角を掃討し死のじょうごから離脱することができなければ、後続の突入と支援を得ることができなくなり、攻撃は失敗することになる。
軍隊において近接戦闘が行われる場合は、部隊の性格、所属および任務により異なりうる。戦争以外の軍事作戦においては、平和維持活動や暴動鎮圧として行われうる。米海兵隊RTT、FAST、SRTや、フォース・リーコンなどの特殊部隊、アメリカ沿岸警備隊の臨検・保安部隊（VBST）、港湾警備部隊（Port Security Unit）、Maritime Safety and Security Teams（MSST）、TACLETまたは米海軍のVBSS（Visit, Board, Search, and Seizure、臨検）部隊などにおいては近接戦闘術がそれぞれの必要に応じて使用されうる。たとえば、臨検に際しても、協力的な対象者と非協力的な対象者で対応は異なりうる。特殊舟艇部隊やNavy SEALs、ノルウェーのMarinejegerkommandoen、カナダのJTF2などの特殊部隊が人質救出作戦を行うに際しては、隊内秘伝の応用技術が使用されることもありうる。作戦環境や武器開発の技術が異なったり、政治的考慮が必要となったり、また現場において敵味方・民間人が混在していることがあるからである。
陸軍においては、市街戦を頻繁に行う関係で、建物への突入、室内の掃討およびコンカッション・グレネード等の手榴弾の使用等の一般的な作業が必要となるため、その兵員に基礎的なCQCの教範を訓練していることが多い。

## 警察による危機対応

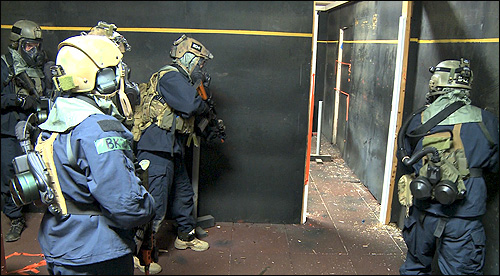
CQC演習中に部屋を襲撃する準備を行うFBI HRT（人質救出チーム）の要員。

各国の国内で近接戦闘を行うのは、主に警察の危機対応チーム（CRT）である。 近接戦闘の発生が予期される状況においては、通常、従来の警察の対応能力を越える異常な脅威を伴う。したがって、CRTは、こうした状況に対応するために特別に編成され、装備を与えられ、また訓練を受けている。こうした状況においては、建物へのエントリーとルームクリアリングの手順を含む特別な戦術と技術が必要になることが多いが、これらは近接戦闘術の特徴である。
警察における近接戦闘規範は、部隊の種類と目的によって専門化されている。例えば、機動隊、刑務所の警備隊、FBI人質救出班およびSWAT部隊は、それぞれ異なる目標を持っているが、非致死性兵器の使用など、使用する戦術や技術には共通点がある。例えば、刑務所には高リスク状況下における人員救出を専門とする部隊があり、精神科病院や病棟にも同様の専門チームが置かれていることがある。警察の近接戦闘の中心となる「非致死性」装備と戦術には、スタンガン、唐辛子スプレー、ライオットシールド、催涙ガスならびにゴム弾、プラスチック弾またはビーンバッグ弾を発射するためのライオットガンが含まれる。しかし、いわゆる「非致死性」兵器であっても人を負傷させる可能性はあり、死に至らしめる可能性もゼロではない。

## 民間産業
紛争地帯において警備業務または軍事作戦に従事する民間企業が社内に近接戦闘部隊を整備していることがある。こうした部隊は、例えば、当該企業が警備業務を受託した政府施設における事案発生時に投入される「危機対応部隊（CRT）」として機能し、脅威を「排除」する。また、高級外交官や軍の高官が紛争地帯を訪問する際に、民間軍事会社の警備員が投入されることがある。例えば、アメリカ合衆国国務省は、イラクにおいてそのような近接戦闘装備を身につけた警備部隊を雇用していた。
民間警備会社SCGは、ミシシッピ州ホリースプリングスで戦術訓練コースを実施している。この訓練課程には、SWATの戦術に加え、白兵戦および高度の脅威からの防御戦術が含まれる。
ブラックウォーター社は、民営化によって近接戦闘の訓練を新たなレベルに引き上げた。特別な作戦要件を満たすための訓練を外注したい顧客のための訓練メニューに近接戦闘の訓練を取り入れ、業界の第一人者となったのである。実際の作戦においても、ブラックウォーターの警備員は、近接戦闘のスキルおよび死ぬ覚悟ができている点においてローマのプラエトリアニに喩えられた。

## 自衛隊でのCQB訓練
日本の自衛隊では、戦車砲を含む直射火器の射程内における戦闘行為を既に「近接戦闘」と総称していたため、比較的新しい概念であるCQBに相当する状況を特に区別する場合には混同がないよう「人対人の至近距離戦闘」「閉所戦闘」などの表現が使われる。
自衛隊は、もともと大規模な侵略行為に対しての対処をしてきた。しかし、ソビエト連邦の崩壊や、アメリカ同時多発テロ事件などの世界情勢の変化によって、特に陸上自衛隊は大規模な侵略行為だけでなく、テロリストやゲリラが市街地などに侵入した際の対策を強化している。
2001年12月に発生した北朝鮮の工作船事件などから、このような船で特殊部隊や工作員が上陸する可能性への警戒が強まった。事実上の空白地帯だった九州南西部の防衛を担う西部方面普通科連隊が創設されたのをきっかけに、他の全国の陸上自衛隊の部隊でも対ゲリラ・特殊部隊（ゲリラコマンド）や対テロ対策のための試みが行われている。近年は各地の駐屯地祭などでも市街地での戦闘などが訓練展示として行われており、89式小銃型の電動ガンを使用した近接戦闘訓練も一部の部隊で実施されている。
陸上自衛隊だけではなく、航空自衛隊の基地防衛を任務とする基地警備隊も市街地戦闘を重視した訓練を行っている。基地警備教導隊がその中心である。海上自衛隊や海上保安庁でも船舶の臨検などにおいて、こうした近接戦闘訓練を行っているとされる。

### 市街地訓練場

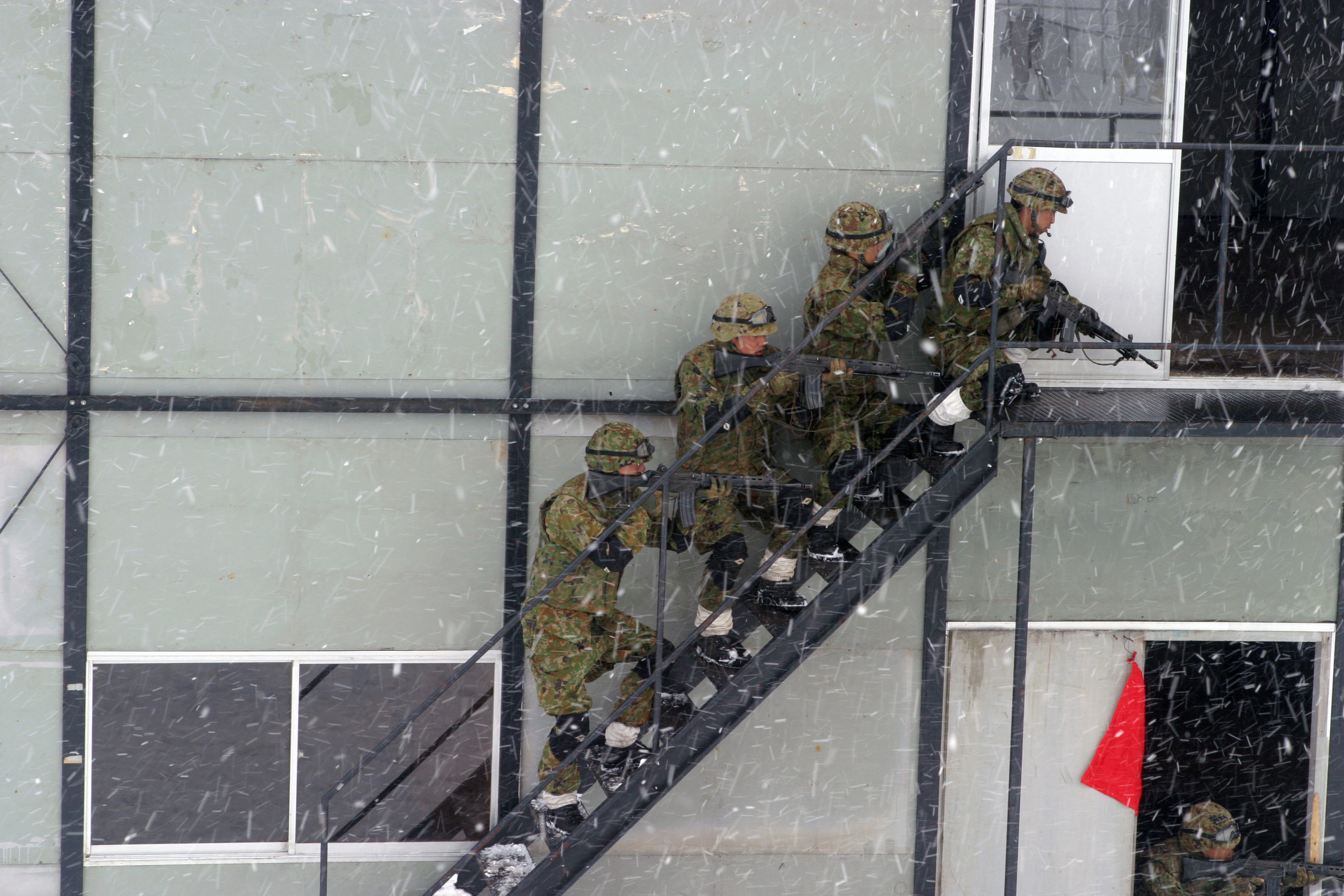
王城寺原演習場でのプレハブ小屋を使用した訓練の様子（2004年2月9日）

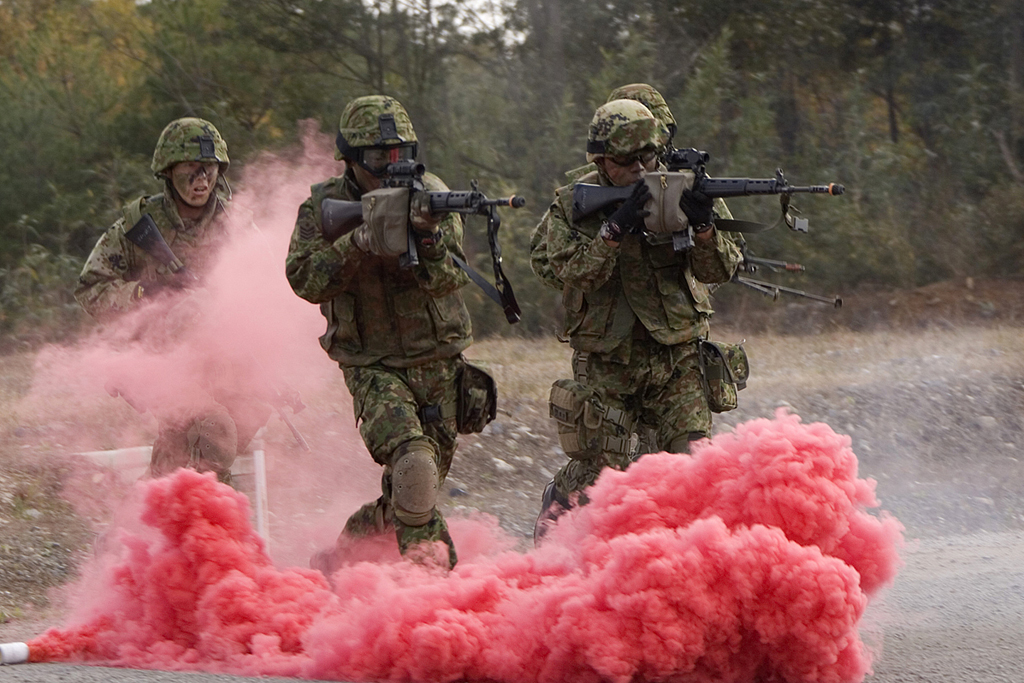
日本原演習場での市街地戦闘訓練の様子（2007年11月13日）

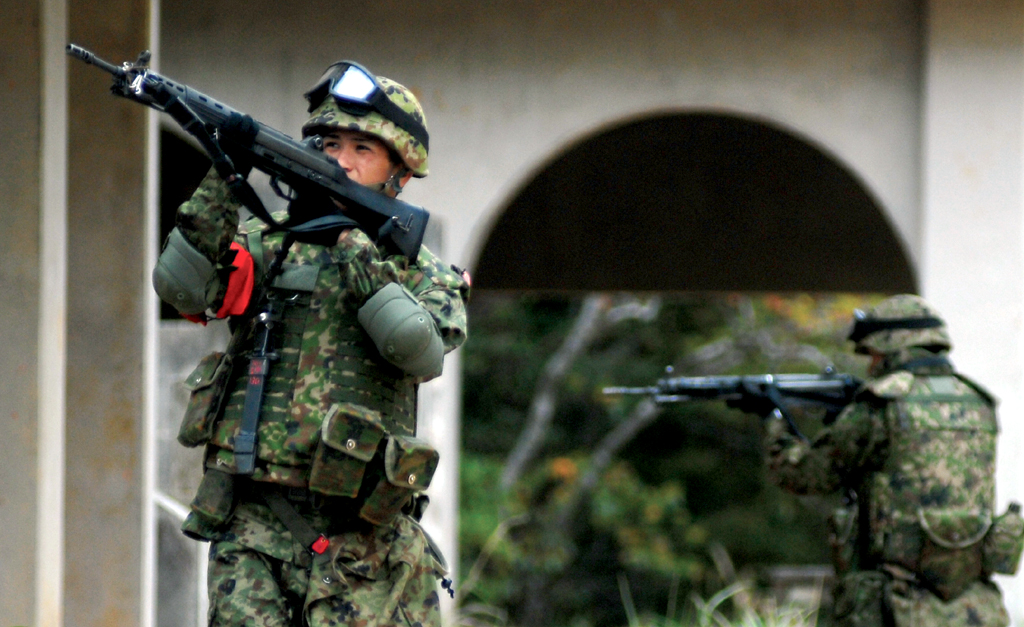
中部訓練場での都市型戦闘訓練施設を使用した訓練の様子（2008年3月17日）

近年、陸上自衛隊では市街地戦闘訓練の需要が高まっている。今まで各部隊では宿営地などにある廃屋（例：北九州、曽根訓練場では陸軍の毒ガス製造工場を使用していた）や、隊舎などの一部を使用したり、また、ベニヤ板などで部屋などを想定したものを使用しているが、より専門的な訓練場の必要性が指摘され、各方面隊で1ヶ所ずつ市街地戦闘訓練を行うための「市街地訓練場」と呼ばれる施設を整備している。
東部方面隊には富士駐屯地（富士学校）近傍の東富士演習場内に「市街地訓練場」が2006年3月に完成した。約3万平方メートル（縦約150メートル、横約200メートル）の市街地訓練場内には総工費約25億円をかけて官公庁舎・テレビ局・学校・銀行・テナントビル・ホテル・マンション・アパート・レストラン・スーパーを模した鉄筋コンクリート造りの施設計10棟と管理棟を合わせた計11棟が建ち、地下鉄などを想定した地下道とヘリポートも設けられており、本格的に都市が再現されている。建物の屋上や屋内には可動式のテレビカメラが設置されており、管理棟のモニターで1度に40ヶ所の訓練状況を確認できる。夜間の使用も可能なこの国内最大規模の市街地訓練場ができた事で全国で唯一、中隊規模（約150人）での市街地戦闘訓練が行えるようになった。ただ、これでも諸外国の訓練施設と比べると小規模なものである。

#### 市街地訓練場一覧
- 北部方面隊：北海道大演習場（東千歳地区の幅100メートル・奥行300メートル程の敷地に、「銀行」や「マンション」・「スーパーマーケット」・「地下道」などが整備されているとされる[12]）
- 東北方面隊：王城寺原演習場（190m×150mの訓練場に「ホテル」「銀行」「総合ビル」「スーパーマーケット」とマンホールを有する下水道が整備されている[13]）
- 東部方面隊：東富士演習場（日本で唯一中隊規模の訓練が可能な施設、中隊検閲などで主に「攻撃」を主体とした訓練または防御から攻撃に転ずる状況の際に使用される）
- 中部方面隊：饗庭野演習場
- 西部方面隊：霧島演習場、曽根訓練場（旧曽根駐屯地）[14]

※東富士演習場以外では5棟程度の建物が整備されており、小隊規模の訓練が可能。